# TransMaracay
TransMaracay  es el nombre que recibe un sistema de transporte masivo localizado en la ciudad de Maracay, la capital del estado Aragua al centro norte del país sudamericano de Venezuela. Fue inaugurado formalmente en abril de 2015 con un tramo troncal inicial de 8,1 kilómetros y 13 estaciones que recorren algunos de los sectores más importantes de esa localidad venezolana.

## Historia
Las obras del sistema empezaron en junio de 2014, la primera etapa que atraviesa la avenida Constitución fue inaugurada formalmente por autoridades nacionales, regionales y municipales el 18 de abril de 2015. Siendo el sexto sistema de este tipo en el país, tras el Trolmérida, Transbarca, BusCaracas, TransFalcón, y el TransCarabobo.

## Líneas
La línea 1 comenzó operaciones con 8,1 kilómetros y 13 estaciones, operando con autobuses chinos de la marca Yutong. Con 30 minutos de recorrido y 3 minutos de espera entre estaciones.

## Estaciones Línea 1
- Tapatapa
- 23 de enero
- Río Güey
- Ayacucho
- Vargas
- Mariño
- Sucre
- Bermúdez
- Fuerzas Aéreas
- San Agustín
- Piñonal
- Girardot
- San Jacinto

## Unidades
La primera etapa cuenta con 30 autobuses Yutong, con capacidad para 180 personas con costo de 480 mil dólares cada uno. Se trata de buses articulados que trabajan en un canal exclusivo y con diésel. Las unidades cuentan con cámaras de seguridad, aire acondicionado y áreas preferenciales para adultos mayores y mujeres embarazadas.